# Balmaceda Arte Joven
Balmaceda Arte Joven, antes denominada Balmaceda 1215 por su ubicación en la avenida homónima de la ciudad de Santiago de Chile, es una corporación cultural sin fines de lucro que promueve la libertad creativa, el pensamiento crítico, la autorreflexión y el sentido de comunidad a través de una educación artística innovadora y de calidad para las nuevas generaciones en diversas disciplinas como la música, el teatro, las artes visuales y la literatura.
Con más de 30 años de historia, BAJ se ubica actualmente en la ciudad de Santiago, Concepción, Valparaíso, Puerto Montt y Antofagasta.

## Historia
Balmaceda Arte Joven surgió en un contexto de rediseño de políticas públicas tras el retorno a la democracia en Chile. Ante la necesidad de generar espacios de encuentro y expresión para la juventud, la iniciativa se concretó mediante un convenio suscrito entre la División de Cultura del Ministerio de Educación, liderado por el entonces ministro Ricardo Lagos, la Municipalidad de Santiago, a cargo del Alcalde Jaime Ravinet, y la Corporación Participa.
De esta forma, el presidente Patricio Aylwin inauguró en septiembre de 1992 el Centro de Servicios Culturales para Jóvenes Balmaceda 1215, ubicado en las ex oficinas administrativas cedidas y remodeladas de Estación Mapocho. Originalmente concebido como una iniciativa estatal para rescatar espacios urbanos para la cultura y las artes, BAJ inició su primera temporada de talleres artísticos gratuitos al año siguiente, buscando acercar a los jóvenes a diversas formas de expresión creativa.
En 1998, la corporación expandió su presencia con la remodelación del antiguo pabellón Claudio Gay en el Parque Quinta Normal, convirtiéndolo en su Centro de Extensión. Esto permitió ofrecer una programación artística regular para jóvenes y público general, contribuyendo a la formación de nuevas audiencias para el arte.
Ese mismo año, BAJ comenzó su descentralización con la apertura de su primera sede regional en Lota, que posteriormente se trasladó a Concepción. A estas le siguieron las inauguraciones de sedes en Valparaíso (2001), Los Lagos (2007) y Antofagasta (2010), consolidando su presencia a nivel nacional.

## Ejemplo de colaboración público-privada
BAJ se organizó como una entidad de la sociedad civil para colaborar con el Estado en las políticas de arte y juventud. Su máximo órgano decisorio es un directorio público-privado de connotados especialistas en arte, patrimonio y educación, quienes han guiado y apoyado el desarrollo y crecimiento de la corporación, permitiéndole ser hoy un ejemplo de contribución social de un organismo privado sin fines de lucro, con un profundo sentido de lo público y de responsabilidad colectiva.
Durante 33 años Balmaceda Arte Joven ha convenido con el Estado de Chile —en particular con el Consejo Nacional de la Cultura y las Artes—, que acoger a los jóvenes, darles espacio y apoyarlos en su crecimiento, es una responsabilidad social. El respeto a su ciudadanía cultural, a sus ideas y a su libertad son nutrientes indispensables para que los brotes no resulten vanos.
BAJ ha podido trabajar en proyectos y políticas culturales que exceden los plazos gubernamentales, con sentido de país y una noción de Estado inclusiva e incluyente. Con la experiencia acumulada y el liderazgo de quienes la han dirigido durante estos años, BAJ ha logrado desarrollar un modelo de formación artística que merece ser observado y recogido por la educación de este siglo, desafiada como está, para acuñar métodos y referentes más prósperos y humanitarios.

## Crecimiento y avance a regiones
Hasta el día de hoy Balmaceda Arte Joven ocupa su primera sede ubicada en la calle que le da el nombre: Av. Presidente Balmaceda #1215. El edificio que la alberga fue recuperado al alero del notable impulso de gestores culturales que hicieron de una estación de ferrocarriles abandonada lo que hoy se conoce como Centro Cultural Estación Mapocho. El inmueble, de 1945, fue proyectado por el arquitecto Ventura Galván quien, aunque formalizó su título bien avanzada su vida, ejerció como maestro de varias generaciones. 

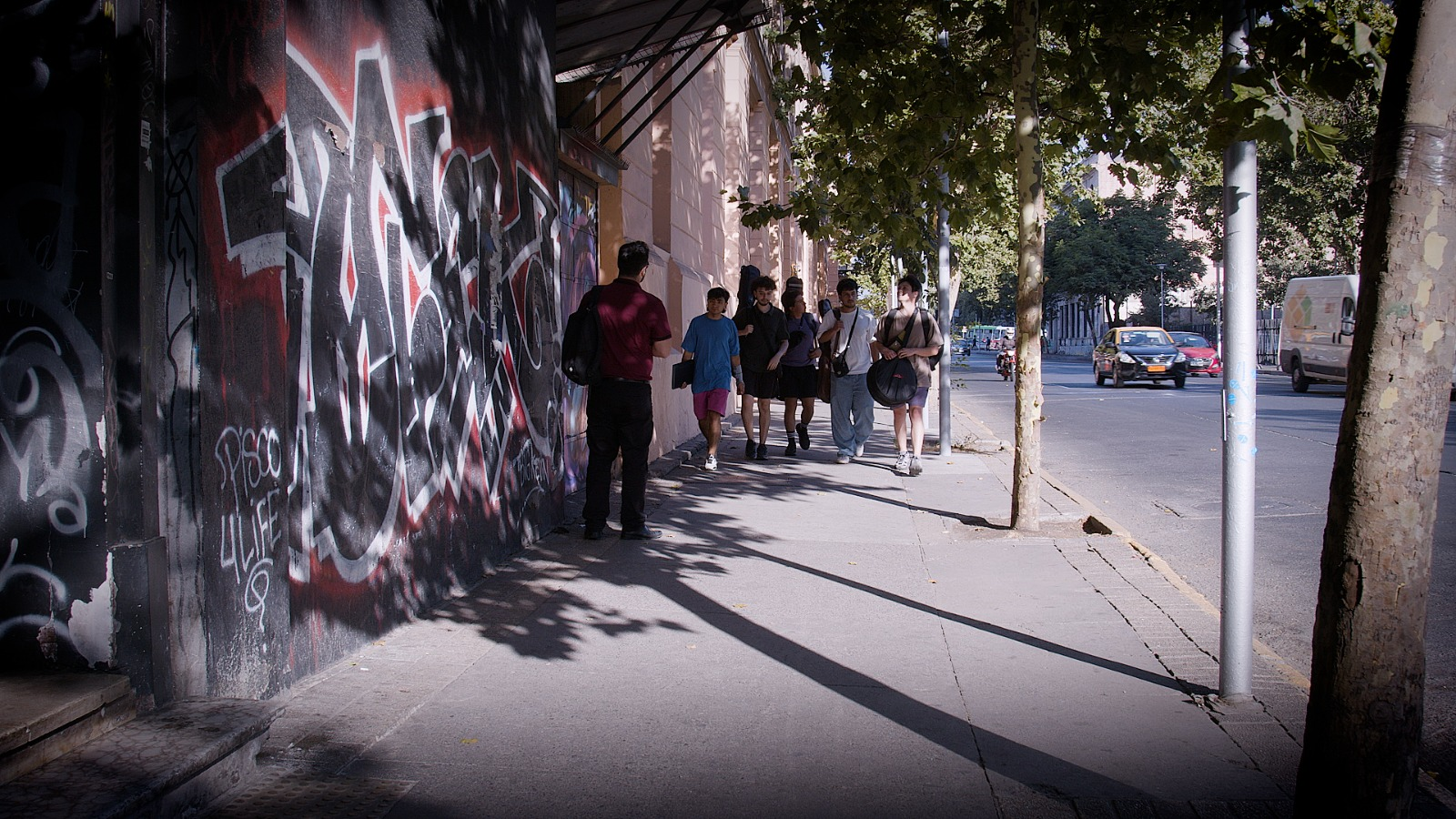
Fachada de Balmaceda Arte Joven Metropolitana

En 1998, a solo seis años de su nacimiento, se dirigió hacia el sur para fundar en la noble ciudad minera de Lota la que fuera la primera sede de la región del Biobío. Luego, con el apoyo del Estado y la Fundación Andes, se trasladó hasta Concepción; en Tucapel Bajo y en un inmueble financiado con fondos regionales.

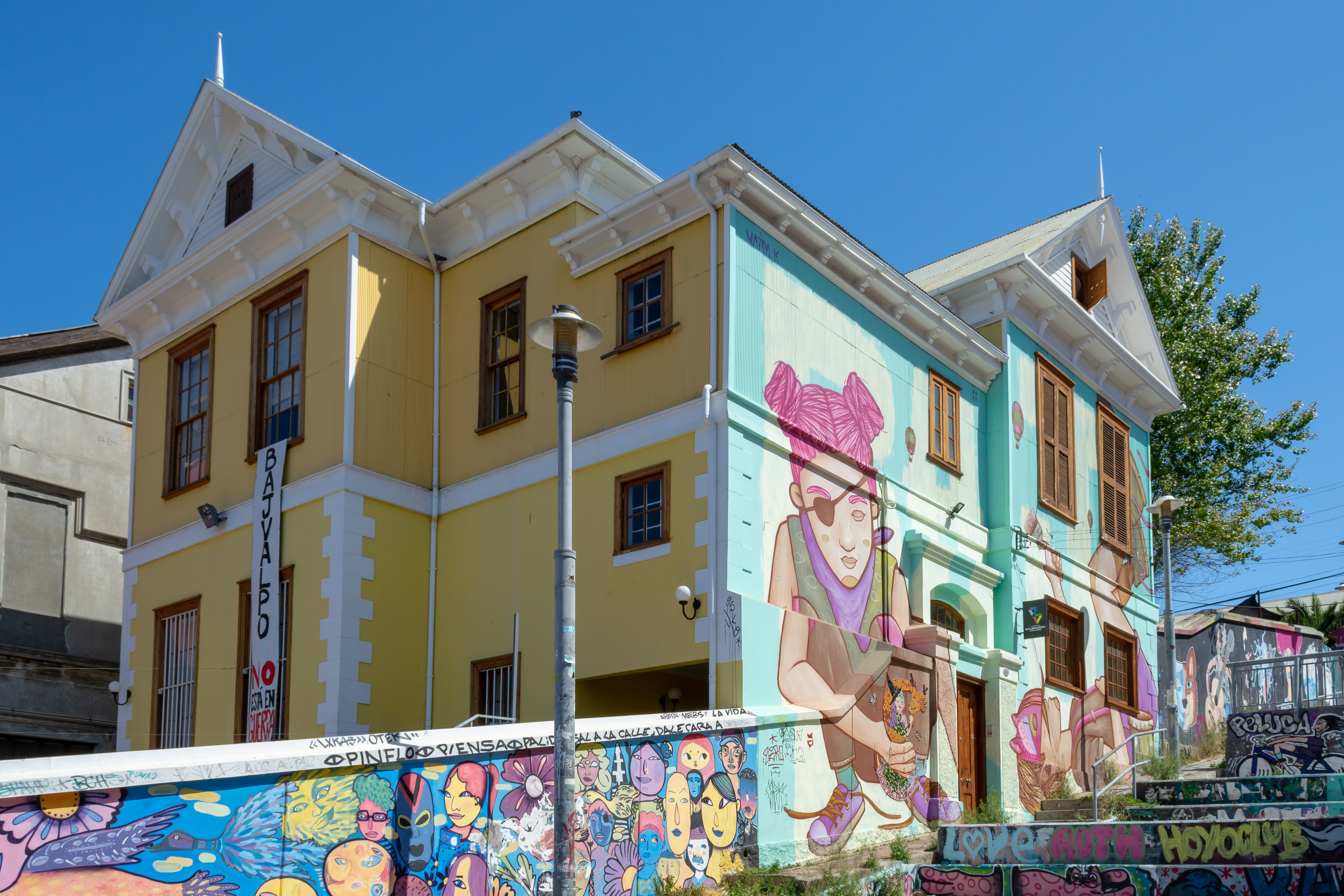
Casa BAJ Valparaíso

En 2001, a penas pisando el nuevo siglo, Balmaceda Arte Joven se instaló en su casa patrimonial de propiedad fiscal en la ciudad puerto de Valparaíso. Gracias a una alianza entre el Gobierno Regional, el Ministerio de Educación y la Fundación Andes. Con más de 23 años de experiencia y trayectoria cultural, BAJ Valparaíso ya es parte del desarrollo artístico de la escena emergente de la región. Allí se ofrecen talleres artísticos gratuitos durante todo el año, brindando a la comunidad la oportunidad de experimentar, crear y reflexionar de forma colectiva; en las áreas de música, danza, artes visuales, audiovisual, teatro y literatura, junto a destacados artistas nacionales.
Cada año, uno de los hitos más importantes de BAJ Valparaíso es el Festival Volar, junto a actividades destacadas como el lanzamiento del libro Reescritura Territorial —resultado del Laboratorio de Escritura Territorial—, el disco digital del Laboratorio de Producción Musical, el fanzine digital del Laboratorio de Crítica Cultural, las muestras finales de los talleres artísticos y los conciertos bimestrales del ciclo Sonidos de Casa.
Más tarde en Puerto Montt, gracias a la alianza con su municipio, donde se instaló en 2007 una sede que hoy, a más de diez años de su creación, es epicentro de formación y actividad cultural que se replica en Palena, Chiloé y en numerosas localidades de esta región.
Finalmente en 2010, gracias al apoyo de la Fundación Minera Escondida, BAJ desembarcó en la ciudad de Antofagasta, hacia el norte del país, extendiéndose en nueve comunas de la región. Desde entonces, su labor continua ha dado vida a variadas iniciativas, las cuales han contribuido a descentralizar el acceso a la cultura, fomentar capacidades artísticas, fortalecer espacios de creación colectiva y ampliar el impacto de la educación artística mediante un trabajo sostenido con comunidades educativas.
De hecho, en el año 2021, recibió el premio “Linterna de Papel”, en la categoría de Gestión Cultural Territorial, otorgado por la Seremi de las Culturas, las Artes y el Patrimonio, región de Antofagasta. La entidad gubernamental, valoró los años de trayectoria de BAJ en la zona y el aporte al ecosistema cultural regional.

## Publicaciones literarias
Las ediciones de Balmaceda Arte Joven varían entre libros en formato tradicional y trabajos de talleres. Desde el 2001 en adelante contabilizamos:
- 2001 Poesía en el Espacio: Imagen, sonidos y textos de Vivian Lay, Marcela Saldaño, Marcelo Briones y Roberto Cortés.
- Relamido (2002): De Gladys González y Diego Ramírez.
- Desencanto personal (2003): Obras de los alumnos de Javier Bello.
- Luz Roja (2006): Obras de los alumnos de Jaime Pinos.
- 10 Años de Poesía en Balmaceda Antología Histórica 1997-2007 Región Metropolitana (Varios autores).

## Alrededores
En el tradicional y bohemio Barrio Mapocho se reúnen feriantes de la Vega Central, usuarios del metro Puente de Cal y Canto y quienes pasean por el Parque Forestal, uno de los pulmones verdes de Santiago. La referencia principal del sector es la Estación Mapocho.